# وادي الأبيوض
وادي الأبيوض أو الوادي الأبيض (إيغزر أملال بالأمازيغية الشاوية) هو واد يعبر جبال الأوراس في محور الجنوبي من شمال شرقي الجزائر والتي ترتفع بالقرب من جبل شيليا إلى نحو 2 000 متر تبعا للتداخل في البيانات المختلفة.

## الجيولوجيا
- وادي الأبيض في هذا العصر الحديث أقرب من الحوض الصغير، لأنه في منطقة شبه صحراوية مما يؤدي إلى قلة تدفقه بسبب ارتفاع درجة الحرارة.

## الجغرافيا
الجزء الأول
- الواد ينبع من الغابات المتوسطية التي تحتوي على (الأرز، البلوط) في جبال الأوراس، وهطول الأمطار يؤدي إلى جريان المياه على شكل واد.

الجزء الثاني
- ثم يغرق في واد تيغانيمين الخانق على بعد 3 كم. ومن ثم يواصل الطريق الروماني القديم الذي شيد في 145 قبل الميلاد من قبل مفرزة من الفرقة السورية الفينيقية الرابعة، كما يتضح من نقش على صخرة.
- ثم يمر عبر قرية الغوفي التي تشتهر بشرفاتها التي تشبه شرفات غراند كانيون الأميركية. وبعد المضائق تبدأ تظهر جليا الصحراء والمناظر الطبيعية لها ويصبح بصراحة وادي الأبيوض وادي مفتوح بعد جبال الأوراس والغوفي .

الجزء الثالث
- وفي الجنوب، يصل الواد إلى واحة مشونش ببسكرة حتى يصل إلى رمال الصحراء ويتغلغل داخلها لتصبح مياه جوفية . أما الآن فإنه يصب في سد فم الخرزة التابع لمدينة بسكرة .